# 1906 în film
- 1905 în cinematografie — 1906 în cinematografie — 1907 în cinematografie

## Premiere
- The Automobile Thieves
- The Dream of a Rarebit Fiend
- Humorous Phases of Funny Faces
- The Merry Frolics of Satan
- The Story of the Kelly Gang
- The Mysterious Retort